# Vietnám uralkodóinak listája
Az alábbi lista Vietnám uralkodóit tartalmazza. A kínai mintára bevezetett császár otthon, király külföldön rendszerben a vietnámi uralkodók a császári címet (皇帝, Hoàng đế) használták belföldön, máshol pedig az uralkodó (vua, 𤤰), király (Vương, 王) vagy őfelsége (őcsászári felsége, Bệ hạ 陛下) címeket viselték.

## Áttekintés
Egyes vietnámi uralkodók királynak (vương) vagy császárnak (hoàng đế) nyilvánították magukat. A császári címeket bel- és külügyekben egyaránt használták, kivéve a Kínába irányuló diplomáciai küldetéseket, ahol a vietnámi uralkodókat királyi vagy hercegi rangúnak tekintették. A kései Lê dinasztia tagjai közül sokan csak jelképes uralkodók voltak, a tényleges hatalmat a feudális urak és hercegek gyakorolták, akik elvileg a császár szolgálói voltak. A legtöbb vietnámi uralkodót posztumusz nevükről, templomi nevükről, vagy uralkodási érájuk nevéről ismerjük, míg a Nguyễn-dinasztia, Vietnám utolsó uralkodócsaládja a korabeli megnevezéséről ismert.

## Uralkodói címek

### Vietnami nyelvű címek.
A vietnámi uralkodók számos címet használtak, az egyes uralkodók tekintélyétől és népszerűségétől függően. Az első legendás uralkodók, valamint a sino (kínai) nyelveket beszélő Zhao dinasztia és a korai Ly dinasztia kivételével a legnépszerűbb és leggyakoribb vietnámi uralkodói cím a vua 𪼀 (szó szerint lefordítva uralkodó, főnök) Liam C. Kelley, amerikai vietnamológus szerint „nagyrészt ez a kép a kínai kultúra átvételén alapul az "apához" társított jóindulatú tulajdonságok miatt (másrészt azonban az apáról alkotott kép lehet félelmetes, szigorú vagy akár gonosz is)”. Mivel a Chữ Nôm írást, a vietnámi nyelv leírására létrehozott kínai eredetű írásrebdszert nem egységesítették, a vua szót különböző módon írták le. Az óvietnámi (10-15. század) a Việt Điện U Linh Tập-ban, egy 14. században íródott buddhista vietnámi krónikában bùgài (kínaiul 布蓋, vua cái, jelentése vietnámi nyelven nagy uralkodó) alakban szerepel, a Phật thuyết đại báo phụ mẫu ân trọng kinh, 15. századi buddhista szentírásban sībù (司布) alakban fordul elő; a közép-vietnámi nyelvben (16-17. század) ꞗua vagy bua; a kora újkori vietnami nyelvben (18-19. század) vua lett. Ez az uralkodói cím nem található egyetlen vietnámi uralkodói krónikában sem, amelyek mindegyike a Chữ Hán írással íródott.
Mark Alves nyelvész szerint a vietnámi vua látszólag a király vang/wáng, 王) cím ókínai alakjából, *ɢʷaŋ - óvietnámi alakja Muong - származó kölcsönszó volt. Frédéric Pain antropológus és nyelvész azonban ragaszkodik ahhoz, hogy a vua egy eredeti vietnámi uralkodó cím, óvietámi alakja *k.bɔ" lehetett. Míg az uralkodót a köznyelvben általában vua-ként emlegették, a vietnami királyi feljegyzések és hivatalos ceremoniális címek a hoàng đế (császár) vagy vương (király) kifejezést használták, amelyek a kínai huang-ti és vang (wáng királyi címek vietnami fordításai Đinh Bộ Lĩnh óta. Ezeket a vietnami uralkodók tekintélyének kifejezésére használták, utóbbit a kínai császársággal való hódoltsági kapcsolatokban használták anélkül, hogy hivatalosan is kínai alattvalónak tekintették volna őket.
A buddhizmus megjelenése számos vietnámi királyi címre is befolyást gyakorolt, például amikor a 12. század végén uralkodó király, Lý Cao Tông (uralkodott: 1176-1210) azt követelte udvaroncaitól, hogy phật (Buddha) néven hivatkozzanak rá. Dédnagyapja és elődje, Lý Nhân Tông (uralkodott: 1072-1127), a buddhista szangha nagy pártfogója, 1121-ben felállított sztéléfeliratában magát és eredményeit az indiai szubkontinensen Gautama Buddha korához közeli ősi uralkodóihoz, különösen Udajana királyhoz és Asóka császárhoz hasonlította.

### Csam nyelvű címek
A mai Közép- és Dél-Vietnám területén fekvő egykori Csampa királyság uralkodói (a csam nép tagjai) számos címet használtak, amelyek többnyire szanszkrit nyelvű uralkodói címekből származtak. Voltak előtagcímek, köztük a dzsaja (jaya) és a Śrī, amelyek közül a Śrī (Ő dicsőséges, Őfelsége) gyakrabban használták az egyes uralkodók neve előtt, és néha a Śrī és a dzsaja kombinálódott Śrī dzsaja [uralkodói név] alakban. A királyi címeket az uralkodók hatalmának és tekintélyének jelzésére használták: radzsa-di-radzsa (királyok királya), maharadzsadiradzsa (királyok nagy királya), arddharadzsa (alkirály). Vijaya csampa és a Simhavarmanid dinasztia 1471-es bukása után minden szanszkrit cím eltűnt a csam feljegyzésekből, mivel a déli Panduranga uralkodók Po (őshonos csam cím, amely azt is jelenti: „király, királynő, őfelsége”) néven nevezték magukat, és az iszlám fokozatosan felváltotta a hinduizmust az 1471 utáni Csampában.

## Ókori dinasztiák (Kr. e. 2879–Kr. e. 258)
| Uralkodó-dinasztiák                       | Uralkodott                     | Megjegyzés |
| ----------------------------------------- | ------------------------------ | ---------- |
| Kinh Dương Vương (1. dinasztia)           | ur.: Kr. e. 2879 – Kr. e. 2794 |            |
| Lạc Long Quân királyok (2. dinasztia)     | ur.: Kr. e. 2793 – Kr. e. 2525 |            |
| Hùng Quốc Vương királyok (3. dinasztia)   | ur.: Kr. e. 2524 – Kr. e. 2253 |            |
| Hùng Diệp Vương királyok (4. dinasztia)   | ur.: Kr. e. 2252 – Kr. e. 1913 |            |
| Hùng Hy Vương királyok (5. dinasztia)     | ur.: Kr. e. 1912 – Kr. e. 1713 |            |
| Hùng Huy Vương királyok (6. dinasztia)    | ur.: Kr. e. 1712 – Kr. e. 1632 |            |
| Hùng Chiêu Vương királyok (7. dinasztia)  | ur.: Kr. e. 1631 – Kr. e. 1432 |            |
| Hùng Vi Vương királyok (8. dinasztia)     | ur.: Kr. e. 1431 – Kr. e. 1332 |            |
| Hùng Định Vương királyok (9. dinasztia)   | ur.: Kr. e. 1331 – Kr. e. 1252 |            |
| Hùng Nghi Vương királyok (10. dinasztia)  | ur.: Kr. e. 1251 – Kr. e. 1162 |            |
| Hùng Trinh Vương királyok (11. dinasztia) | ur.: Kr. e. 1161 – Kr. e. 1055 |            |
| Hùng Vũ Vương királyok (12. dinasztia)    | ur.: Kr. e. 1054 – Kr. e. 969  |            |
| Hùng Việt Vương királyok (13. dinasztia)  | ur.: Kr. e. 968 – Kr. e. 854   |            |
| Hùng Anh Vương királyok (14. dinasztia)   | ur.: Kr. e. 853 – Kr. e. 755   |            |
| Hùng Triệu Vương királyok (15. dinasztia) | ur.: Kr. e. 754 – Kr. e. 661   |            |
| Hùng Tạo Vương királyok (16. dinasztia)   | ur.: Kr. e. 660 – Kr. e. 568   |            |
| Hùng Nghị Vương királyok (17. dinasztia)  | ur.: Kr. e. 568 – Kr. e. 408   |            |
| Hùng Duệ Vương királyok (18. dinasztia)   | ur.: Kr. e. 408 – Kr. e. 258   |            |

## Thục-dinasztiaésTriệu-dinasztia(Kr. e. 257–Kr. e. 111)
| Uralkodó                                   | Uralkodott                   | Megjegyzés |
| ------------------------------------------ | ---------------------------- | ---------- |
| An Dương Vương                             | ur.: Kr. e. 257, †Kr. e. 207 |            |
| Zhao Tuo                                   | ur.: Kr. e. 207, †Kr. e. 137 |            |
| Zhao Mo                                    | ur.: Kr. e. 137, †Kr. e. 122 |            |
| Zhao Yingqi                                | ur.: Kr. e. 122, †Kr. e. 115 |            |
| Zhao Xing                                  | ur.: Kr. e. 115, †Kr. e. 112 |            |
| Zhao Jiande                                | ur.: Kr. e. 112, †Kr. e. 111 |            |
| Kínai megszállás (Kr. e. 111 – Kr. u. 541) |                              |            |

## Korai Lý-dinasztia (541–602)
| Uralkodó                      | Uralkodott                  | Megjegyzés |
| ----------------------------- | --------------------------- | ---------- |
| Lý Nam Đế (*503. október 17.) | ur.: 541, †548. április 13. |            |
| Triệu Việt Vương              | ur.: 548, †571              |            |
| Hậu Lý Nam Đế (*518 k.)       | ur.: 571–602, †606          |            |
| Kínai megszállás (602 – 939)  |                             |            |

## Kisebb dinasztiák uralkodói (939–1009)
| Uralkodó                          | Uralkodott                     | Megjegyzés |
| --------------------------------- | ------------------------------ | ---------- |
| Ngô Quyền (*897. március 12.)     | ur.: 939, †944                 |            |
| Dương Tam Kha                     | ur.: 944, †950                 |            |
| Ngô Xương Ngập                    | ur.: 950, †965                 |            |
| Đinh Bộ Lĩnh (*924. március 22.)  | ur.: 968, †979 októbere        |            |
| Đinh Toàn (*974)                  | ur.: 979–980, †1001            |            |
| Lê Hoàn (*941. augusztus 10.)     | ur.: 980, †1005                |            |
| Lê Trung Tông (*983)              | ur.: 1005, †1005               |            |
| Lê Long Đĩnh (*986. november 15.) | ur.: 1005, †1009. november 19. |            |

## Késői Lý-dinasztia (1010–1225)
| Uralkodó                           | Uralkodott                           | Megjegyzés |
| ---------------------------------- | ------------------------------------ | ---------- |
| Lý Thái Tổ (*973. március 8.)      | ur.: 1010, †1028. március 31.        |            |
| Lý Thái Tông (*1000. július 29.)   | ur.: 1028, †1054. november 3.        |            |
| Lý Thánh Tông (*1023. március 30.) | ur.: 1054, †1072. február 1.         |            |
| Lý Nhân Tông (*1066. február 22.)  | ur.: 1072, †1127. január 15.         |            |
| Lý Thần Tông (*1116 júniusa)       | ur.: 1127, †1138. október 31.        |            |
| Lý Anh Tông (*1136 áprilisa)       | ur.: 1138, †1175. augusztus 14.      |            |
| Lý Cao Tông (*1173. július 6.)     | ur.: 1176, †1210. november 15.       |            |
| Lý Huệ Tông (*1194 júliusa)        | ur.: 1211–1224, †1226. szeptember 3. |            |
| Lý Chiêu Hoàng (*1218 szeptembere) | ur.: 1224–1225, †1278 márciusa       |            |

## Trần-dinasztia (1226–1400)
| Uralkodó                              | Uralkodott                          | Megjegyzés |
| ------------------------------------- | ----------------------------------- | ---------- |
| Trần Thái Tông (*1218. július 17.)    | ur.: 1226–1258, †1277. május 4.     |            |
| Trần Thánh Tông (*1240. október 12.)  | ur.: 1258–1278, †1290. július 3.    |            |
| Trần Nhân Tông (*1258. december 7.)   | ur.: 1278–1293, †1308. december 16. |            |
| Trần Anh Tông (*1276. szeptember 17.) | ur.: 1293–1314, †1320. december 12. |            |
| Trần Minh Tông (*1300. szeptember 4.) | ur.: 1314–1329, †1357. március 10.  |            |
| Trần Hiến Tông (*1319. május 17.)     | ur.: 1329, †1341. június 11.        |            |
| Trần Dụ Tông (*1336. október 19.)     | ur.: 1341, †1369. május 25.         |            |
| Dương Nhật Lễ                         | ur.: 1369, †1370                    |            |
| Trần Nghệ Tông (*1321 decembere)      | ur.: 1370–1372, †1394. december 15. |            |
| Trần Duệ Tông (*1337. június 30.)     | ur.: 1372, †1377. március 4.        |            |
| Trần Phế Đế (*1361. március 6.)       | ur.: 1377, †1388. december 6.       |            |
| Trần Thuận Tông (*1378)               | ur.: 1388–1398, †1399 áprilisa      |            |
| Trần Thiếu Đế (*1396)                 | ur.: 1398–1400, †1400 után          |            |

## Kisebb dinasztiák uralkodói (1400–1428)
| Uralkodó                       | Uralkodott            | Megjegyzés |
| ------------------------------ | --------------------- | ---------- |
| Hồ Quý Ly (*1336)              | ur.: 1400–1401, †1407 |            |
| Hồ Hán Thương                  | ur.: 1401, †1407      |            |
| Giản Định Đế                   | ur.: 1407, †1409      |            |
| Trùng Quang Đế                 | ur.: 1409, †1413      |            |
| Kínai megszállás (1407 – 1427) |                       |            |
| Trần Cảo                       | ur.: 1426, †1428      |            |

## Késői Lê-dinasztia (1428–1527)
| Uralkodó                            | Uralkodott                          | Megjegyzés |
| ----------------------------------- | ----------------------------------- | ---------- |
| Lê Lợi (*1385. szeptember 10.)      | ur.: 1428, †1433. szeptember 5.     |            |
| Lê Thái Tông (*1423. november 20.)  | ur.: 1433, †1442. augusztus 4.      |            |
| Lê Nhân Tông (*1441. május 9.)      | ur.: 1442, †1459. október 3.        |            |
| Lệ Đức Hầu (*1439 októbere)         | ur.: 1459, †1460. június 6.         |            |
| Lê Thánh Tông (*1442. július 20.)   | ur.: 1460, †1497. január 30.        |            |
| Lê Hiến Tông (*1461. augusztus 10.) | ur.: 1497, †1504. május 24.         |            |
| Lê Túc Tông (*1488. augusztus 1.)   | ur.: 1504, †1504. december 30.      |            |
| Lê Uy Mục (*1488. május 5.)         | ur.: 1505, †1509. december 1.       |            |
| Lê Tương Dực (*1495. június 25.)    | ur.: 1509, †1516. április 7.        |            |
| Lê Chiêu Tông (*1506. október 4.)   | ur.: 1516–1522, †1525. december 18. |            |
| Lê Cung Hoàng (*1507. július 26.)   | ur.: 1522, †1527. június 15.        |            |

## Mạc-dinasztia-dinasztia (1527–1593)
- Északon uralkodik.

| Uralkodó                            | Uralkodott                           | Megjegyzés |
| ----------------------------------- | ------------------------------------ | ---------- |
| Mạc Đăng Dung (*1483. november 23.) | ur.: 1527–1529, †1541. augusztus 22. |            |
| Mạc Thái Tông (*1501)               | ur.: 1530, †1540                     |            |
| Mạc Hiến Tông                       | ur.: 1541, †1546                     |            |
| Mạc Tuyên Tông                      | ur.: 1546, †1561 decembere           |            |
| Mạc Mậu Hợp (*1560)                 | ur.: 1562, †1592 decembere           |            |
| Mạc Toàn                            | ur.: 1592, †1593                     |            |

## Késői Lê-dinasztia (1533–1789)
- Délen uralkodik.

| Uralkodó                           | Uralkodott                         | Megjegyzés |
| ---------------------------------- | ---------------------------------- | ---------- |
| Lê Trang Tông (*1514)              | ur.: 1533, †1548. január 29.       |            |
| Lê Trung Tông (*1535)              | ur.: 1548, †1556. január 24.       |            |
| Lê Anh Tông (*1532)                | ur.: 1556, †1573                   |            |
| Lê Thế Tông (*1567. november 10.)  | ur.: 1573, †1599                   |            |
| Lê Kính Tông (*1588)               | ur.: 1600, †1619 júniusa           |            |
| Lê Thần Tông (*1607. november 19.) | ur.: 1619–1643, ld. alább          |            |
| Lê Chân Tông (*1630)               | ur.: 1643, †1649 augusztusa        |            |
| Lê Thần Tông (2x)                  | ur.: 1649, †1662 szeptembere       |            |
| Lê Huyền Tông (*1654)              | ur.: 1662, †1671. október 15.      |            |
| Lê Gia Tông (*1661)                | ur.: 1671, †1675. április 3.       |            |
| Lê Hy Tông (*1663)                 | ur.: 1675–1705, †1716 áprilisa     |            |
| Lê Dụ Tông (*1679)                 | ur.: 1705–1729, †1731 januárja     |            |
| Lê Duy Phường (*1709)              | ur.: 1729, †1735 szeptembere       |            |
| Lê Thuần Tông (*1699)              | ur.: 1732, †1735. május 7.         |            |
| Lê Ý Tông (*1719)                  | ur.: 1735–1740, †1759 júniusa      |            |
| Lê Hiển Tông (*1717)               | ur.: 1740, †1786. július 17.       |            |
| Lê Chiêu Thống (*1765)             | ur.: 1786–1789, †1793. október 16. |            |

## Tây Sơn-dinasztia (1778–1802)
| Uralkodó                  | Uralkodott                       | Megjegyzés |
| ------------------------- | -------------------------------- | ---------- |
| Nguyễn Nhạc (*1753)       | ur.: 1778, †1793                 |            |
| Nguyễn Huệ (*1753)        | ur.: 1788, †1792. szeptember 16. |            |
| Nguyễn Quang Toản (*1783) | ur.: 1792, †1802                 |            |

## Nguyễn-dinasztia (1802–1945)
| Portré | Uralkodó                                           | Uralkodott                 | Neve átírásban        | Megjegyzés |
| ------ | -------------------------------------------------- | -------------------------- | --------------------- | ---------- |
|        | Gia Long * 1762. február 8. † 1820. február 3.     | 1802–1820 V. 31. II. 13.   | Gia Long              |            |
|        | Minh Mang * 1791. február 14. † 1841. január 20.   | 1820–1841 II. 14. I. 20.   | Minh Mạng             |            |
| –      | Thieu Tri * 1807. június 6. † 1847. november 4.    | 1841–1847 II. 11. XI. 4.   | Nguyễn Phúc Miên Tông |            |
|        | Tu Duc * 1829. szeptember 22. † 1883. július 17.   | 1847–1883 XI. 10. VII. 19. | Tự Đức                |            |
| –      | Duc Duc * 1852. február 23. † 1883. október 6.     | 1883 VII. 20. VII. 23.     | Dục Đức               |            |
| –      | Hiep Hoa * 1847. november 1. † 1883. november 29.  | 1883 VII. 30. XI. 29.      | Hiệp Hòa              |            |
| –      | Kien Phuc * 1869. február 12. † 1884. július 31.   | 1883–1884 XII. 2. VII. 31. | Kiến Phúc             |            |
|        | Ham Nghi * 1872. július 22. † 1943. január 14.     | 1884–1885 VIII. 2. IX. 19. | Hàm Nghi              |            |
|        | Dong Khanh * 1864. február 19. † 1889. január 28.  | 1885–1889 IX. 19. I. 28.   | Đồng Khánh            |            |
|        | Thanh Thai * 1879. március 14. † 1954. március 24. | 1889–1907 II. 1. IX. 3.    | Thành Thái            |            |
|        | Duy Tan * 1899. augusztus 14. † 1945. december 25. | 1907–1916 IX. 5. V. 13.    | Duy Tân               |            |
|        | Khai Dinh * 1885. október 8. † 1925. november 6.   | 1916–1925 V. 18. XI. 6.    | Khải Định             |            |
|        | Bao Dai * 1913. október 22. † 1997. július 30.     | 1926–1945 I. 8. VIII. 25.  | Bảo Đại               |            |

## Fordítás
Ez a szócikk részben vagy egészben  a   List of monarchs of Vietnam című angol Wikipédia-szócikk ezen változatának fordításán alapul.  Az eredeti cikk szerkesztőit annak laptörténete sorolja fel. Ez a jelzés csupán a megfogalmazás eredetét és a szerzői jogokat jelzi, nem szolgál a cikkben szereplő információk forrásmegjelöléseként.